# 阿塔兰忒和希波墨涅斯
《阿塔兰忒和希波墨涅斯》（義大利語：Atalanta e Ippomene）是意大利画家圭多·雷尼 的一幅布面油画。第一个版本绘制于1618 年至 1619 年，尺寸为206乘279厘米，现藏于普拉多博物馆。 ，第二个版本绘制于 1620–1625 年，尺寸为192乘264厘米，现藏于那不勒斯的国立卡波迪蒙特博物馆。 